# Nový Jižní Wales
Nový Jižní Wales (anglicky New South Wales) je australský spolkový stát rozkládající se na východě Austrálie. Má rozlohu 801 150 km² a přibližně 8,09 milionu obyvatel.
Na jihu hraničí se spolkovým státem Victoria, na západě se spolkovým státem Jižní Austrálie, na východě s Tichým oceánem, a na severu se spolkovým státem Queensland. Jeho metropolí je velkoměsto Sydney. Na území státu leží Modré hory (Blue Mountains) a nejvyšší hory kontinentu Sněžné hory (Snowy Mountains).
Název státu je odvozen od velšského regionu Jižní Wales.[zdroj?]

## Historie
V roce 1788 byla v této části Austrálie založena trestanecká kolonie, z níž se stala v letech 1824 až 1907 britská korunní kolonie. Samosprávu měla od roku 1851 a později se stala členským státem Austrálie a došlo v ní k řadě územních změn. Severní teritorium přešlo pod správu státu Jižní Austrálie, oddělila se v roce 1825 Van Diemanova země a další.

## Největší zajímavosti
- Nejfrekventovanější silnice Austrálie (Pacific Highway) – spojnice Sydney s Brisbane
- Parliament House (Canberra) – Nový Parlament v hlavním městě
- Lyžování ve Sněžných horách
- Byron Bay – písčité pláže
- Tamworth Country music festival – svátek country hudby
- Bald Rock nedaleko Tanterfieldu – žulový monolit
- Western Plains Zoo, Dubbo – zoologická zahrada
- Broken Hill – výpravy do dolů
- Ostrov Lorda Howa – rajský ostrov
- Trial Bay Goal – impozantní pevnost
- Opera v Sydney, světoznámá operní budova